# لخطورة (بن يفو)
لخطورة هو دُوَّار يقع بجماعة الغربية، إقليم سيدي بنور، جهة الدار البيضاء سطات في المملكة المغربية. ينتمي الدوّار لمشيخة بن يفو التي تضم 7 دواوير. يقدر عدد سكانه بـ 465 نسمة حسب الإحصاء الرسمي للسكان والسكنى لسنة 2004.

## روابط خارجية
- البوابة الوطنية للجماعات الترابية نسخة محفوظة 12 مارس 2018 على موقع واي باك مشين.
- المندوبية السامية للتخطيط